# Ван Мингерут, Ярно
Ярно Ван Мингерут (нидерл. Jarno Van Mingeroet; род. 23 сентября 1977 в Дендермонде, Бельгия) — бывший бельгийский профессиональный шоссейный велогонщик. В 2006-2008 годах выступал за бельгийскую проконтинентальную команду «Jartazi-7Mobile». 

## Достижения
2004
9-й Зеллик — Галмарден
2005
1-й Классика Бевербека
2-й Гойксе Пейл
2-й Лидекерксе Пейл
2007
Тур Бельгии
1-й  Горная классификация
2-й Ванзел Курсе
5-й Гран-при 1-го мая
6-й Велонеделя Зеландской Фландрии
7-й Гран-при Беври-ла-Форе
7-й Омлоп ван хет Васланд